# Montigny-en-Morvan
Montigny-en-Morvan ist eine französische Gemeinde mit 297 Einwohnern (Stand 1. Januar 2022) im Département Nièvre in der Region Bourgogne-Franche-Comté (vor 2016 Bourgogne). Sie gehört zum Arrondissement Château-Chinon (Ville) und zum Kanton Château-Chinon (bis 2015 Château-Chinon (Ville)). 

## Geographie
Montigny-en-Morvan liegt etwa 80 Kilometer südsüdöstlich von Auxerre. Die Yonne begrenzt die Gemeinde im Norden. Umgeben wird Montigny-en-Morvan von den Nachbargemeinden von Mhère im Norden, Chaumard im Osten, Châtin im Süden und Südosten, Blismes im Süden und Westen sowie Montreuillon im Nordwesten.

## Weblinks

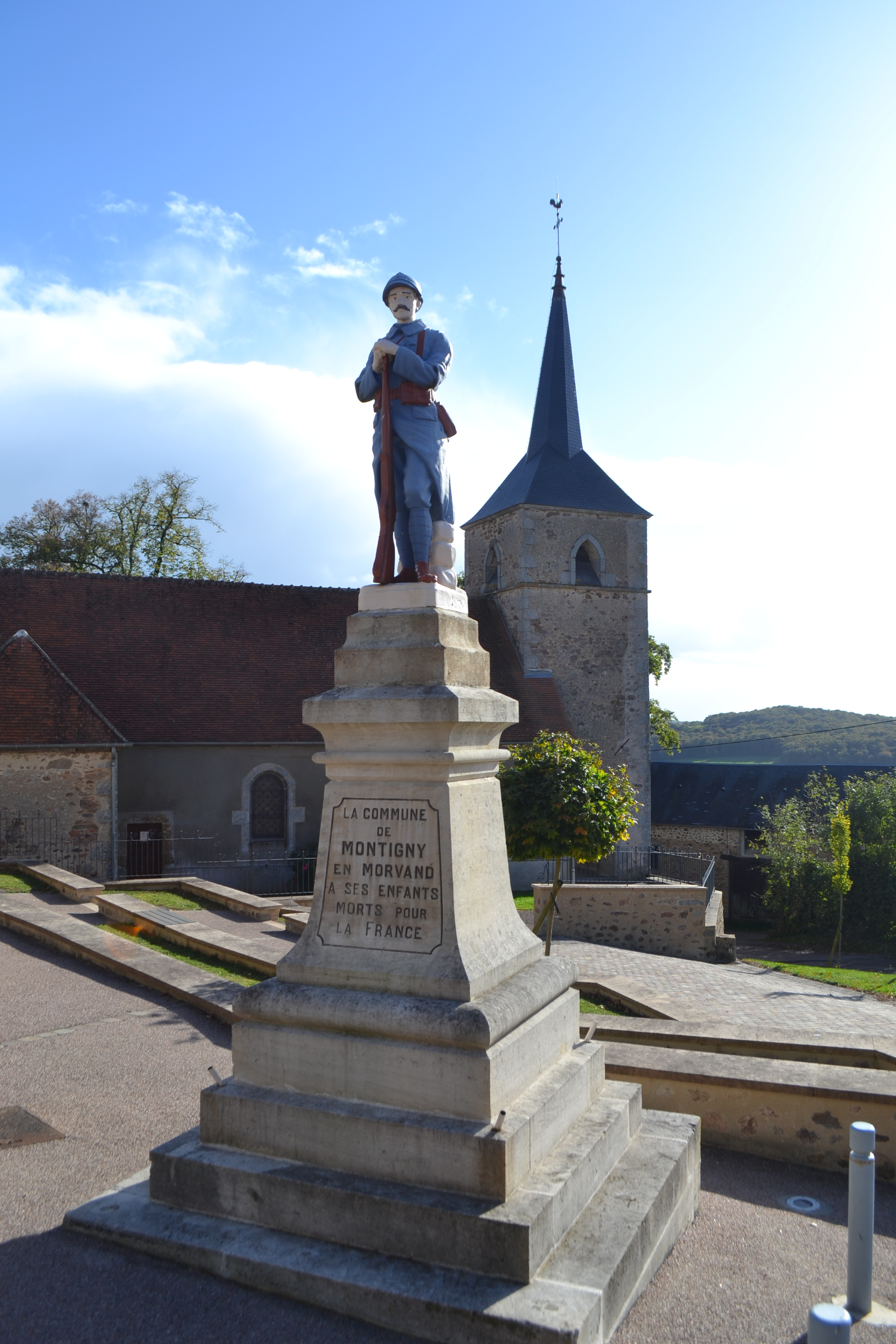
Kirche Saint-Léger und Kriegerdenkmal

## Bevölkerungsentwicklung
| Jahr                       | 1962 | 1968 | 1975 | 1982 | 1990 | 1999 | 2006 | 2013 |
| Einwohner                  | 482  | 520  | 413  | 386  | 339  | 357  | 331  | 328  |
| Quellen: Cassini und INSEE |      |      |      |      |      |      |      |      |

## Sehenswürdigkeiten
- Kirche Saint-Léger